# Ешленд-Гайтс (Південна Дакота)
Ешленд-Гайтс (англ. Ashland Heights) — переписна місцевість (CDP) в США, в окрузі Пеннінґтон штату Південна Дакота. Населення — 678 осіб (2020).

## Географія
Ешленд-Гайтс розташований за координатами 44°8′0″ пн. ш. 103°7′27″ зх. д. / 44.13333° пн. ш. 103.12417° зх. д. (44.133240, -103.124295).  За даними Бюро перепису населення США в 2010 році переписна місцевість мала площу 7,57 км², з яких 7,55 км² — суходіл та 0,02 км² — водойми.

## Демографія
Згідно з переписом 2010 року, у переписній місцевості мешкали 754 особи в 307 домогосподарствах у складі 200 родин. Густота населення становила 100 осіб/км².  Було 351 помешкання (46/км²).
Расовий склад населення:
| - 86,2 % — білих - 6,1 % — корінних американців - 1,6 % — чорних або афроамериканців - 0,3 % — азіатів |

До двох чи більше рас належало 5,0 %. Частка іспаномовних становила 2,9 % від усіх жителів.
За віковим діапазоном населення розподілялося таким чином: 22,9 % — особи молодші 18 років, 66,9 % — особи у віці 18—64 років, 10,2 % — особи у віці 65 років та старші. Медіана віку мешканця становила 38,5 року. На 100 осіб жіночої статі у переписній місцевості припадало 104,9 чоловіків;  на 100 жінок у віці від 18 років та старших — 106,8 чоловіків також старших 18 років.
За межею бідності перебувало 10,3 % осіб, у тому числі 11,7 % дітей у віці до 18 років та 0,0 % осіб у віці 65 років та старших.
Цивільне працевлаштоване населення становило 475 осіб. Основні галузі зайнятості: науковці, спеціалісти, менеджери — 21,5 %, будівництво — 20,4 %, сільське господарство, лісництво, риболовля — 12,8 %, роздрібна торгівля — 10,3 %.